# Micrerethista entripta
Micrerethista entripta är en fjärilsart som beskrevs av Edward Meyrick 1917. Micrerethista entripta ingår i släktet Micrerethista och familjen äkta malar. Inga underarter finns listade i Catalogue of Life.